# Ancestreuma sardyk
Ancestreuma sardyk är en mångfotingart som först beskrevs av Shear 1990.  Ancestreuma sardyk ingår i släktet Ancestreuma och familjen Diplomaragnidae. Inga underarter finns listade i Catalogue of Life.